# Бортха (родник)
Бортха́ — родник, достопримечательность Элисты, Калмыкия. Родник Бортха находится в парке Дружба. Над родником установлена скульптура, являющаяся объектом культурного наследия Республики Калмыкия. Считается, что возле родника стал образовываться будущий город. Родник протекает по территории памятника природы «Дубовая роща».

## История

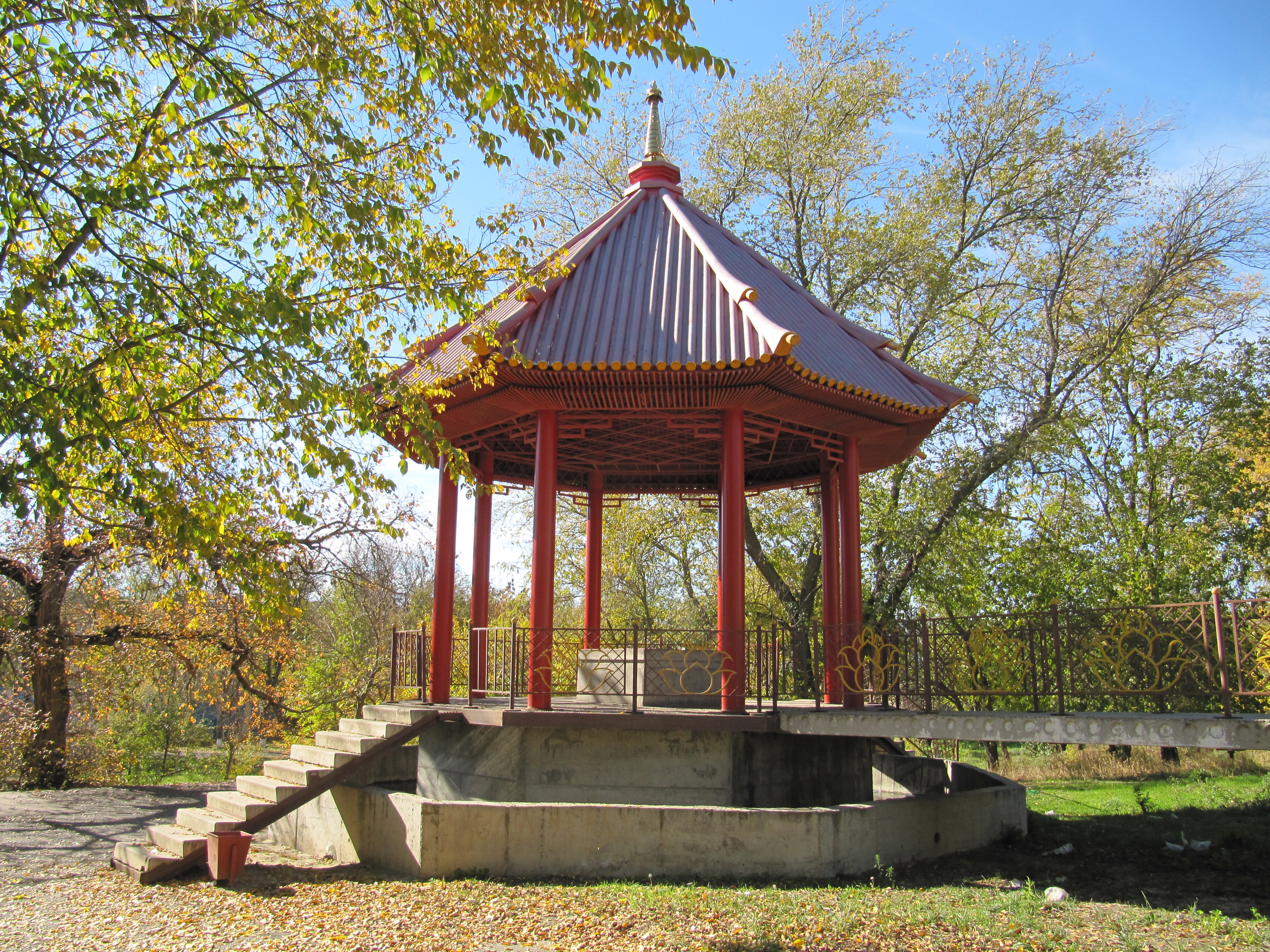
Беседка в буддийском стиле возле родника «Бортха»

Возле родника в 1853 году был возведён лесной массив (в настоящее время сохранившийся в виде городского парка «Дружба»). В 1862 году недалеко от родника поселился бывший крепостной крестьянин-переселенец из Богучара (Воронежская губерния) Степан Кийков, считающийся основателем Элисты.
В настоящее время возле родника «Бортха» расположена ротонда авторства архитектора Г. Гелашвили. Ротонда в восточном буддийском стиле была установлена в 2003 году. Внутри ротонды находится символический колодезный сруб. Месторасположение родника приводит к его постоянному загрязнению бытовым мусором. Возле родника проходит пешеходный спуск от остановки общественного транспорта на улице Ленина к развлекательной площадке парка «Дружба».

## Памятник
Название элистинского родника «Бортха» берёт своё начало от разновидности калмыцкой фляги бортха. Современная скульптура, находящаяся над родником, похожа своей формой на флягу бортха. Памятник авторства скульптора В. Васькина был установлен в 1971 году и является памятником монументального искусства.
7 мая 2009 года скульптура «Бортха» была внесена в реестр культурного наследия Республики Калмыкия (№ 338).